# گو دره
گو دره (به لاتین: Gow Darreh) یک منطقهٔ مسکونی در افغانستان است که در ولایت بامیان واقع شده‌است.